# Біск Ісак Соломонович
Біск Ісак Соломонович (* 1874 — † 1922, Київ) — політичний діяч, депутат Трудового конгресу України.
Навчався у гімназії у Києві та Гейдельберзькому унінверситеті. З середини 1890-х рр. — у соціал-демократичному русі.
1898 р. проходив по справі київського Союзу за визволення робітничого класу. 1900 р. виїхав з Росії до Швейцарії. 1904 р. переїхав до Львова, а наступного року (після маніфесту 17 жовтня) — до Харкова. Брав участь у повстанні на харківському заводі Гельферіх-Саде у грудні 1905 р., після чого знову емігрував.
Повернувся до Росії влітку 1917 р.
Член Київського та Всеукраїнського комітетів РСДРП(м). У березні 1920 р. позбавлений політичних прав.